# Abigail (film)
Pour les articles homonymes, voir Abigaïl.
Pour plus de détails, voir Fiche technique et Distribution.
Abigail est un film américano-irlandais réalisé par Matt Bettinelli-Olpin et Tyler Gillett et sorti en 2024. Il s'agit en partie d'un remake de La Fille de Dracula, un film Universal Monsters réalisé par Lambert Hillyer et sorti en 1936.

## Synopsis
Les enfants peuvent être de véritables monstres.
Lorsque des criminels en puissance enlèvent une ballerine de 12 ans, fille d’une puissante personnalité de la pègre, la seule mission des ravisseurs est de surveiller la fillette pendant la nuit, en attendant de récupérer une rançon de 50 millions de dollars. L'enthousiasme des ravisseurs, cachés dans un manoir isolé, diminue au fil des heures et ils réalisent, horrifiés, qu’ils se sont enfermés avec une petite fille qui n’est pas du tout comme les autres.

## Fiche technique
Sauf indication contraire, les informations mentionnées dans cette section peuvent être confirmées par la base de données cinématographiques IMDb,  présente dans la section « Liens externes ».
- Titre original : Abigail
- Réalisation : Matt Bettinelli-Olpin et Tyler Gillett
- Scénario : Guy Busick et Stephen Shields
- Musique : Brian Tyler
- Décors : Susie Cullen
- Costumes : Gwen Jeffares Hourie
- Photographie : Aaron Morton
- Montage : Michael Shawver
- Production : Paul Neinstein, William Sherak, James Vanderbilt, Chad Villella et Tripp Vinson
- Production déléguée : Macdara Kelleher et Ron Lynch
- Sociétés de production : Project X Entertainment, Radio Silence Productions et Wild Atlantic Pictures
- Sociétés de distribution : Universal Pictures (États-Unis, France) ; Sony Pictures Releasing International (Belgique)
- Budget : 28 millions de $[1]
- Pays de production :  États-Unis,  Irlande
- Langue originale : anglais
- Format : couleur
- Genre : horreur, fantastique
- Durée : 109 minutes
- Dates de sortie[2] :
  - États-Unis : 7 avril 2024 (Overlook Film Festival) ;  19 avril 2024 (sortie nationale)
  - Belgique : 12 avril 2024 (Festival international du film fantastique de Bruxelles) ; 17 avril 2024 (sortie nationale)
  - Irlande, Québec : 19 avril 2024
  - France : 29 mai 2024
- Classification :
  - États-Unis : R (interdit aux moins de 17 ans non accompagnées)
  - France : Interdit aux moins de 12 ans lors de sa sortie en salles

## Distribution
- Alisha Weir (en) (VF : Sasha Cortella ; VQ : Alice Déry) : Abigail
- Melissa Barrera (VF : Laetitia Coryn ; VQ : Kim Jalabert) : Joey
- Dan Stevens (VF : Damien Ferrette ; VQ : Nicolas Charbonneaux-Collombet) : Frank
- Kathryn Newton (VF : Juliette Lamboley ; VQ : Ludivine Reding) : Sammy
- Kevin Durand (VF : Guillaume Orsat ; VQ : Louis-Philippe Dandenault) : Peter
- Angus Cloud (VF : Stanislas Forlani ; VQ : Nicholas Savard-L'Herbier) : Dean
- Will Catlett (en) (VF : Mohad Sanou ; VQ : Thiéry Dubé) : Rickles
- Giancarlo Esposito (VF : Thierry Desroses ; VQ : Alain Zouvi) : Lambert
- Matthew Goode (VF : Franck Monsigny ; VQ : Antoine Durand) : Kristof Lazaar

 Source et légende : version française (VF) sur RS Doublage
Source et légende : version québécoise (VQ) sur Doublage.qc.ca
Note
 
les ravisseurs doivent leurs surnoms aux membres du Rat Pack : 

Frank Sinatra, Dean Martin, Sammy Davis Jr, Peter Lawford, Joey Bishop et Don Rickles.

## Production

### Genèse et développement
En avril 2023, il est annoncé que la société Radio Silence Productions développe un film de monstre pour Universal Pictures, avec Matt Bettinelli-Olpin et Tyler Gillett à la réalisation, Chad Villella (en) comme producteur aux côtés de William Sherak, Paul Neinstein et James Vanderbilt de Project X Entertainment. Stephen Shields et Guy Busick (en) sont chargés d'écrire le scénario. Le projet est présenté comme une transposition moderne d'un film Universal Monsters, dans la lignée de récents projets comme Invisible Man (2020) et Renfield (2023). Le film est présenté comme « une version unique de l'histoire des monstres légendaires et représentera une nouvelle direction dans la façon de célébrer les personnages classiques ». Matt Bettinelli-Olpin et Tyler Gillett devait s'y atteler après avoir terminé Scream (2022). Ils réalisent finalement Scream 6 avant cela.
Il est ensuite précisé que le film se nommera Dracula's Daughter, tout comme le film La Fille de Dracula sorti en 1936. Universal Pictures précise ensuite que le projet ne fera pas partie du Dark Universe, un univers partagé qui devait suivre La Momie (2017),,,.
En janvier 2024, il est finalement annoncé que le film est rebaptisé Abigail.

### Attribution des rôles
Melissa Barrera, qui avait été dirigée par Matt Bettinelli-Olpin et Tyler Gillett dans Scream et Scream 6, est annoncée dans l'un des rôles principaux en avril 2023. Le mois suivant, Dan Stevens, Kevin Durand, Alisha Weir, Kathryn Newton, Angus Cloud ou encore Will Catlett sont également annoncés,,,. En juin, Giancarlo Esposito rejoint le film dans un rôle secondaire. Il est ensuite précisé qu'Alisha Weir jouera la fille de Dracula.

### Tournage
Le tournage débute le 30 juin 2023 à Dublin sous le faux titre Abducting Abigail. La production est cependant stoppée en juillet, en raison de la grève SAG-AFTRA. Il est ensuite précisé que l'acteur Angus Cloud avait déjà tourné l'ensemble de ses scènes avant son décès survenu le 31 juillet 2023. Les prises de vues s'achèvent ensuite le 15 décembre.

## Accueil
Au box-office, le film est un échec commercial, rapportant que 41 785 365 dollars de recettes mondiales, dont 25 867 515 dollars rien qu'aux États-Unis, pour un coût de production de 28 000 000 dollars.
En France, le film totalise 16 130 entrées pour son premier jour en salles et 80 662 entrées pour sa première semaine d'exploitation.